# Scinax boulengeri
Scinax boulengeri är en groddjursart som först beskrevs av Cope 1887.  Scinax boulengeri ingår i släktet Scinax och familjen lövgrodor. IUCN kategoriserar arten globalt som livskraftig. Inga underarter finns listade i Catalogue of Life.